# أمستردام (نيويورك)
أمستردام (بالإنجليزية: Amsterdam (city), New York) هي مدينة تقع في الولايات المتحدة في مقاطعة مونتغومري، نيويورك. يقدر عدد سكانها بـ 18,620 نسمة ومساحتها 16.3 كم2 وترتفع عن سطح البحر 110 متر.

## التركيبة السكانية
حدّد مكتب تعداد الولايات المتحدة بيانات التركيبة السكانية لأمستردام في تعداد الولايات المتحدة. في ما يلي، التركيبة السكانية حسب تعدادي 2000 و2010.

### تعداد عام 2000
بلغ عدد سكان أمستردام 18,355 نسمة بحسب تعداد عام 2000، وبلغ عدد الأسر 7,983 أسرة وعدد العائلات 4,689 عائلة مقيمة في المدينة. في حين سجلت الكثافة السكانية 1,132.3 نسمة لكل كيلومتر مربع (2,932.6/ميل2). وبلغ عدد الوحدات السكنية 9,277 وحدة بمتوسط كثافة قدره 572.3 لكل كيلومتر مربع (1,482.3/ميل2).
وتوزع التركيب العرقي للمدينة بنسبة 90.01% من البيض و2.17% من الأمريكيين الأفارقة و0.27% من الأمريكيين الأصليين و0.71% من الأمريكيين ذوي الأصول الآسيوية و0.02% من سكان جزر المحيط الهادئ و4.79% من الأعراق الأخرى و2.01% من عرقين مختلطين أو أكثر و16.02% من الهسبانيون أو اللاتينيون من أي عرق.
بلغ عدد الأسر 7,983 أسرة كانت نسبة 28.7% منها لديها أطفال تحت سن الثامنة عشر تعيش معهم، وبلغت نسبة الأزواج القاطنين مع بعضهم البعض 39.4% من أصل المجموع الكلي للأسر، ونسبة 14.8% من الأسر كان لديها معيلات من الإناث دون وجود شريك، بينما كانت نسبة 4.6% من الأسر لديها معيلون من الذكور دون وجود شريكة وكانت نسبة 41.3% من غير العائلات. تألفت نسبة 36.2% من أصل جميع الأسر من عدة أفراد يعيشون في نفس المنزل ونسبة 18.9% كانت تتألف من شخص يعيش بمفرده يبلغ من العمر 65 عاماً أو أكثر. وبلغ متوسط حجم الأسرة المعيشية 2.26، أما متوسط حجم العائلات فبلغ 2.93.
بلغ العمر الوسطي للسكان 39.2 عاماً. وكانت نسبة 24.3% من القاطنين تحت سن الثامنة عشر، وكانت نسبة 7.4% بين الثامنة عشر والرابعة والعشرين عاماً، ونسبة 25.6% كانت واقعةً في الفئة العمرية ما بين الخامسة والعشرين والرابعة والأربعين عاماً، ونسبة 20.1% كانت ما بين الخامسة والأربعين والرابعة والستين، ونسبة 20.7% كانت ضمن فئة الخامسة والستين عاماً فما فوق. يوجد لكل 100 أنثى 85.6 ذكر، ويوجد لكل 100 أنثى في الثامنة عشر من عمرها فما فوق 81.3 ذكر.
بلغ متوسط دخل الأسرة في المدينة 27,517 دولارًا، أما متوسط دخل العائلة فبلغ 37,169 دولارًا. وكان متوسط دخل الذكور 31,397 دولارًا مقابل 23,681 دولارًا للإناث. وسجل دخل الفرد الخاص بالمدينة 16,680 دولارًا. وكانت نسبة 12.4% من العائلات ونسبة 16.3% من السكان تحت خط الفقر، وكان من هؤلاء نسبة 25.9% تحت سن الثامنة عشر ونسبة 12.4% في الخامسة والستين من العمر وما فوق.

### تعداد عام 2010
بلغ عدد سكان أمستردام 18,620 نسمة بحسب تعداد عام 2010، وبلغ عدد الأسر 7,861 أسرة وعدد العائلات 4,527 عائلة مقيمة في المدينة. في حين سجلت الكثافة السكانية 1,148.7 نسمة لكل كيلومتر مربع (2,975.1/ميل2). وبلغ عدد الوحدات السكنية 9,218 وحدة بمتوسط كثافة قدره 568.7 لكل كيلومتر مربع (1,472.9/ميل2).
وتوزع التركيب العرقي للمدينة بنسبة 80.36% من البيض و3.82% من الأمريكيين الأفارقة و0.55% من الأمريكيين الأصليين و0.89% من الأمريكيين ذوي الأصول الآسيوية و0.04% من سكان جزر المحيط الهادئ و10.91% من الأعراق الأخرى و3.43% من عرقين مختلطين أو أكثر و26.17% من الهسبانيون أو اللاتينيون من أي عرق.
بلغ عدد الأسر 7,861 أسرة كانت نسبة 30.3% منها لديها أطفال تحت سن الثامنة عشر تعيش معهم، وبلغت نسبة الأزواج القاطنين مع بعضهم البعض 33% من أصل المجموع الكلي للأسر، ونسبة 18.2% من الأسر كان لديها معيلات من الإناث دون وجود شريك، بينما كانت نسبة 6.4% من الأسر لديها معيلون من الذكور دون وجود شريكة وكانت نسبة 42.4% من غير العائلات. تألفت نسبة 35.2% من أصل جميع الأسر من عدة أفراد يعيشون في نفس المنزل ونسبة 15.1% كانت تتألف من شخص يعيش بمفرده يبلغ من العمر 65 عاماً أو أكثر. وبلغ متوسط حجم الأسرة المعيشية 2.34، أما متوسط حجم العائلات فبلغ 3.01.
بلغ العمر الوسطي للسكان 37.4 عاماً. وكانت نسبة 25% من القاطنين تحت سن الثامنة عشر، وكانت نسبة 9.4% بين الثامنة عشر والرابعة والعشرين عاماً، ونسبة 24.6% كانت واقعةً في الفئة العمرية ما بين الخامسة والعشرين والرابعة والأربعين عاماً، ونسبة 25.2% كانت ما بين الخامسة والأربعين والرابعة والستين، ونسبة 15.8% كانت ضمن فئة الخامسة والستين عاماً فما فوق. وتوزع التركيب الجنسي للسكان بنسبة 47.4% ذكور و52.6% إناث.

## أعلام
- كيرك دوغلاس
- راي توملينسون
- لوسيل بريمير
- ويليام بي. تشارلز
- خافيير فيت
- جون نوكس ستيوارت
- روكو بيتروني
- بيندكت أرنولد